# 케니 크레스웰
케네스 케니 그랜트 크레스웰(영어: Kenneth Kenny Grant Cresswell, 1958년 6월 4일 ~ )은 뉴질랜드 축구 국가대표팀에서 활약한 뉴질랜드의 축구 선수로, 뉴질랜드 선수 최초의 FIFA 월드컵 본선 3경기 모두에 출전했었다.

## 커리어
크레스웰은 1978년 10월 1일 싱가포르를 상대로 2-0 승리를 거둔 경기에서 뉴질랜드 축구 국가대표팀 데뷔전을 치렀다 이후 스페인에서 열린 1982년 FIFA 월드컵 에서 모두 3경기에 출전했으며 총 뉴질랜드 대표로 64경기를 뛴 후 국가대표에서의 선수 생활을 마감했다. 에서 2골을 넣었다. 그의 국가대표로서의 마지막 출전은 1987년 11월 11일 사모아를 상대로 12-0 승리를 거둔 경기에서의 교체 출전이었다